# 費伊 (密蘇里州)
費伊（英語：Fay）是位於美國密蘇里州歐扎克縣的非建制地區。

## 歷史
費伊的郵局於1892年設立，其後於1915年停運。

## 地理
費伊所處的海拔為高於海平面202米（即663英呎），而該地所採用的時區為UTC-6，即北美中部時區（CST）。同時該地設有夏令時間，為UTC-6調快一小時，即UTC-5（CDT）。